# Thomas C. Coffin

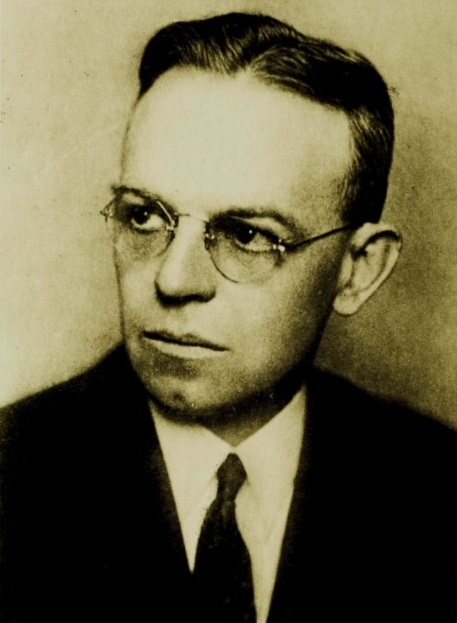
Thomas C. Coffin (1935)

Thomas Chalkey Coffin (* 25. Oktober 1887 in Caldwell, Idaho; † 8. Juni 1934 in Washington, D.C.) war ein US-amerikanischer Politiker. Zwischen 1933 und 1934 vertrat er den zweiten Wahlbezirk des Bundesstaates Idaho im US-Repräsentantenhaus.

## Werdegang
Im Jahr 1898 kam Thomas Coffin mit seinen Eltern nach Boise. Dort besuchte er die öffentlichen Schulen. Danach studierte er bis 1906 an der Phillips Exeter Academy in New Hampshire. Coffin schloss seine Studienzeit 1910 mit einem Jurastudium an der Yale University ab. Nach seiner 1911 erfolgten Zulassung als Rechtsanwalt begann er in Boise in seinem neuen Beruf zu arbeiten. Zwischen 1913 und 1915 war er stellvertretender Attorney General von Idaho.
Im Jahr 1917 zog Thomas Coffin nach Pocatello, wo er ebenfalls als Rechtsanwalt arbeitete. Während des Ersten Weltkriegs war er im Fliegerkorps der US-Marine. Politisch war er Mitglied der Demokratischen Partei. Von 1931 bis 1933 war er Bürgermeister von Pocatello. Bei den Kongresswahlen des Jahres 1932 wurde er für den zweiten Wahlbezirk von Idaho in das US-Repräsentantenhaus gewählt, wo er am 4. März 1933 Addison T. Smith von der Republikanischen Partei ablöste. Der Wahlsieg von 1932 lag im Bundestrend: Die Demokraten gewannen viele Mandate auf allen politischen Ebenen; Höhepunkt war die Wahl von Franklin D. Roosevelt zum Präsidenten. Thomas Coffin starb am 8. Juni 1934 als Kongressabgeordneter an den Folgen eines Verkehrsunfalls, den er vier Tage zuvor in Washington erlitten hatte.